# Inquisidor general
L'Inquisidor general o Gran inquisidor (en llatí: Inquisitor Generalis) va ser la màxima autoritat oficial de la Inquisició espanyola. El més famós fou probablement el religiós dominic Tomás de Torquemada.

## Llista d'Inquisidors generals
Els següents personatges van ocupar el càrrec d'inquisidors generals entre 1483 i 1820:
| - Martín Ponce de León (1494-1500) - Íñigo Manrique de Lara (1494-1496) | - Francisco Sánchez de la Fuente (1494-1498) - Alonso Suárez de Fuente del Salce (1494-1504) |

| Castella - Francisco Jiménez de Cisneros (1507-1517) | Aragó - Joan d'Enguera (1507-1513) - Lluís Mercader (1513-1516) - Adrià d'Utrecht (1516-1518) |